# Friðþjófur Thorsteinsson
Friðþjófur Thorsteinsson   (Bíldudalur, 28 d'agost de 1895 - 13 d'abril de 1967) és un exfutbolista islandès de les dècades de 1910 i 1920, entrenador i president de club.
Va jugar amb la selecció islandesa, amb la qual s'enfrontà a l'Akademisk Boldklub, la primera visita d'un equip de futbol estranger a Islàndia a l'estiu de 1919.
Fou jugador del Fram Reykjavík durant tota la seva carrera, excepte quatre anys que marxà a viure a Escòcia i jugà pel Hibernian FC. Més tard emigrà al Canadà on també jugà a futbol i fou entrenador. Fou entrenador del FRAM (1934-1937 i 1940) i president del club en dues etapes: 1919-1920 i 1935.